# Moré
Moré is een joodse graad of titel, vergelijkbaar met een doctorsgraad in de theologie.
Meïr ben Baruch ha-Levi, een Weense rabbijn, stelde in de 14e eeuw de moré-graad in. Hij vond dat niemand rabbinale functies kon waarnemen, zonder daartoe van een erkende rabbijn toestemming te hebben gekregen. Moré of morenu betekent 'onze leraar'.

## Nederland
Joden die rabbijn of opperrabbijn willen worden, kunnen in Nederland een opleiding volgen aan het Nederlands Israëlietisch Seminarium (NIS) in Amsterdam. Het reglement van het Nederlands-Israëlitisch Kerkgenootschap schrijft voor dat kandidaten voor deze functie ook over een academische graad moeten beschikken. In de regel volgden studenten van het NIS een studie klassieke talen of semitische talen aan de Universiteit van Amsterdam. Na het behalen van het kandidaatsexamen kan men vervolgens het laatste examen aan het NIS doen om de titel van moré te behalen. In uitzonderlijke gevallen kan de titel als eretitel worden toegekend.